# Aphyle affinis
Aphyle affinis là một loài bướm đêm thuộc phân họ Arctiinae, họ Erebidae.